# Sandhja
Sandhja Kuivalainen, född 16 mars 1991 i Helsingfors, mer känd som Sandhja, är en finländsk sångerska med finsk pappa och mamma från Guyana i Sydamerika. Hennes morföräldrar kommer ursprungligen från Indien.

## Karriär
Sandhja är självlärd singer-songwriter och har aldrig gått någon musikutbildning. Trots detta har hon arbetat som professionell musiker sedan hon var 18 år, men har även arbetat som sjuksköterska och tävlat i kickboxning på nationell nivå.
Hon släppte sitt kritikerhyllade debutalbum Gold år 2014. Albumet innehöll hitsinglarna "Hold Me" och "Gold".
Inför sitt andra album, som släpptes våren 2016, reste hon till Guyana och Jamaica för att hitta inspiration och influenser. En av låtarna på skivan, "Sing It Away" framförde hon i Eurovision Song Contest 2016 där hon representerade Finland.

### Eurovision
Sandhja deltog i Tävlingen för ny musik år 2016 med låten "Sing It Away". Hon tog sig vidare till final från den tredje semifinalen 20 februari 2016. Hon vann finalen 27 februari, sex poäng före tvåan Saara Aalto som fick flest telefonröster för sin låt "No Fear". Sandhja fick däremot mest poäng av juryn och det räckte till seger.
Vinsten innebar att Sandhja fick representera Finland i Eurovision Song Contest 2016 i Stockholm med sin låt. Hon framförde bidraget i den första semifinalen i Globen den 10 maj 2016, men låten gick inte vidare till final.

## Diskografi

### Album
- 2014 - Gold

### Singlar
- 2013 - "Hold Me"
- 2014 - "Gold"
- 2015 - "My Bass"
- 2016 - "Sing It Away"